# Lapsias tovarensis
Lapsias tovarensis är en spindelart som beskrevs av Simon 1901. Lapsias tovarensis ingår i släktet Lapsias och familjen hoppspindlar. Inga underarter finns listade i Catalogue of Life.